# La Baule-les-Pins (film)
Pour l’article homonyme, voir La Baule-les-Pins.
Pour plus de détails, voir Fiche technique et Distribution.
La Baule-les-Pins est un film français réalisé par Diane Kurys en 1990.
Diane Kurys a réalisé plusieurs films librement inspirés par la vie de ses parents, vue par la jeune Kurys et sa sœur aînée. Parmi eux (dans l'ordre narratif) : Coup de foudre (1983) — la rencontre de ses parents ; Pour une femme (2013) — leurs premières années de mariage ; La Baule-les-Pins (1990) — leur séparation ; et Diabolo menthe (1977) — les deux sœurs et leur mère en famille monoparentale.

## Synopsis
Durant l'été 1958, Frédérique, 13 ans, et sa petite sœur Sophie, 8 ans, partent comme tous les ans en vacances à La Baule-les-Pins pour aller voir leur oncle Léon, leur tante Bella (sœur par alliance de leur mère, sans lien de sang) et leurs quatre cousins. 
Mais cette année, Léna, leur mère, leur annonce qu'elle ne viendra que plus tard. Frédérique ne trouve pas cette situation normale. En effet, Léna ne s'entend plus avec son mari Michel, qui, lui aussi, a décidé de ne pas venir en vacances dans un premier temps. Léna qui souhaite le divorce, est tombée amoureuse de Jean-Claude, un artiste. 
Les deux amoureux vont à la plage de La Baule, mais leur relation doit rester discrète, alors que, pendant ce temps, les deux ainés Daniel et Frédérique découvrent leurs premiers émois sentimentaux. Michel arrive à La Baule et découvre assez vite la réalité sur la liaison amoureuse de sa femme, il manque de la tuer dans une violente dispute, heureusement interrompue par sa fille.

## Fiche technique
- Titre : La Baule-les-Pins
- Réalisation : Diane Kurys
- Scénario : Diane Kurys et Alain Le Henry
- Assistant réalisateur : Marc Angelo
- Musique : Philippe Sarde (La Bouche pleine de sable, interprétée par Julie Bataille)
- Directeur de la photographie : Giuseppe Lanci
- Montage : Raymonde Guyot
- Décors : Tony Egry
- Production : Alexandre Arcady et Diane Kurys
- Sociétés de production : Alexandre Films, S.G.G.C., Films A2
- Pays de production :  France
- Langue originale : Français
- Format : Couleur - 2.35:1 Cinémascope
- Genre : comédie dramatique
- Durée : 93 minutes
- Date de sortie : 14 février 1990

## Distribution
- Nathalie Baye : Léna Korski
- Richard Berry : Michel Korski
- Zabou Breitman : Bella, sœur de Léna
- Jean-Pierre Bacri : Léon, mari de Bella
- Vincent Lindon : Jean-Claude, amant de Léna
- Julie Bataille : Frédérique, fille aînée de Léna et Michel
- Candice Lefranc : Sophie, sœur cadette de Frédérique
- Valeria Bruni Tedeschi : Odette, responsable des deux fillettes au début des vacances
- Didier Bénureau : Monsieur Ruffier, propriétaire de la maison louée par la famille
- Alexis Derlon : Daniel, fils aîné de Bella et Léon
- Emmanuelle Boidron : Suzanne, fille cadette de Bella et Léon
- Benjamin Sacks : Titi, fils benjamin de Bella et Léon
- Maxime Boidron : René, 3e enfant de Bella et Léon
- Jean-Claude de Goros : l'animateur du club de plage
- Gérard Chambre : le maître nageur
- Philippe Lièvre : le C.R.S.
- Claudine Archambeau : Madame Ruffier
- Amaury Hougard : un pêcheur de sardines

## Tournage
Le tournage s'est déroulé du 28 août au 22 octobre 1989.
Début du film  : Lyon (1er arrondissement) place Rouville, vue sur la ville et la colline de Fourvière
Le reste en Loire-Atlantique :
- La Baule-Escoublac (scènes de plage)
- Le Pouliguen (scènes de plage)
- Saint-Brevin-les-Pins
- Le Croisic (pêcheur de sardines)
- La Turballe (tente de Jean-Claude dans les dunes)

## Anecdotes
- Nathalie Baye et Richard Berry reprennent les rôles des parents de Diane Kurys (Léna et Michel Korski) joués précédemment dans Coup de foudre par Isabelle Huppert et Guy Marchand. Julie Bataille incarne la toute jeune Diane Kurys.
- La chanson du générique d'introduction est Twilight Time du groupe The Platters.
- La chanson originale du générique de fin La bouche pleine de sable est chantée par Julie Bataille qui est celle qui joue dans le film l'ainée du couple Korski. Les paroles de la chanson sont du célèbre parolier Étienne Roda-Gil, et la musique est de Philippe Sarde qui compose également la bande originale du film.
- En 2003, MGM home entertainment édite le film en DVD à destination du public américain (zone 1) sous le titre « C'est la Vie ».
- Le décès de Jean-Pierre Bacri intervient le 18 janvier 2021, jour où une rediffusion (programmée) du film a lieu sur Arte.